# 頭脳警察
頭脳警察（ずのうけいさつ）は、日本のロックバンド。基本メンバーはPANTA（中村治雄）とTOSHI（石塚俊明）。バンドには二人以外のメンバー（山崎隆史、松本恒夫、増尾光治、鈴木健一、鈴木良輔、悲露詩、勝呂和夫、石井正夫など）もいたが、常に流動的で人数も固定されることはなかった。TOSHIですら脱退していた時期がある。

## 概要
頭脳警察は、新左翼・全共闘・全学連などによる政治運動が激化した時期の最後、1972年にレコード・デビューした。タブーに挑戦する政治的に過激な歌詞とラディカルなライブパフォーマンスによって、発禁や放送禁止、コンサート会場への出入り禁止などのエピソードを持つ。
赤軍派の拠点校であった関東学院大学にて音楽活動に取り組んでいたPANTAが上野勝輝の『世界革命戦争宣言』を読んでインスピレーションを受け、翌日のコンサートにアジテーション調のシャウトを取り入れたことから、「左翼のアイドル」として祭り上げられた。
軽快なロックンロール調からアコースティックなフォーク調まで多彩な日本語ロックを演奏していた。TOSHIが離脱していた時期の音楽性や、PANTAによる文学的・知的な歌詞と説得力ある歌唱は、一部のロック・ファンから熱心に支持された。

## 来歴

### 1969年〜1999年
1969年 - 12月にPANTA（中村治雄：ボーカル＆ギター）、TOSHI（石塚俊明：ドラム＆パーカッション）、左右栄一（ギター）、粟野仁（ベース）で結成。「ダサくてもいいからオリジナリティに満ち、自信をもって人前で演奏できる」ことを目指す。
バンド名は、フランク・ザッパが率いるザ・マザーズ・オブ・インヴェンションの「頭脳警察ってのはどいつらなんだよ? （原題:Who Are The Brain Police?）」（『フリーク・アウト!』収録）という題名の曲からとられた。この曲は、頭脳警察のライブの出囃子にも使われた。
1971年8月 - 三里塚闘争が行われていた成田市三里塚で開催された日本幻野祭に出演する。この時の様子は記録されており、LPレコードとフィルム映像がその年のうちに発売・公開された。
政治的に過激な歌詞により、1972年3月発売の予定だった1stアルバム『頭脳警察1』は発売中止となり（ジャケットは3億円事件犯人のモンタージュ写真で、バンド解散直後に自主製作盤として数百枚が通信販売され、21世紀に入って復刻販売もされた）、問題となった箇所を差し替えて急遽作成した『頭脳警察セカンド』は一旦発売したもののすぐにレコ倫から発売禁止処分が下り回収されることになった（1981年に突如再発売された）。
ライブでマスターベーションをしたことも話題になった。
1975年12月31日 - 解散。PANTAはソロを経てPANTA & HAL、TOSHIは奇矯やトシ・ライブ・バンド・シノラマなどで活動。
1990年 - 1年間だけ再結成。復活作『頭脳警察7』にはマルコシアス・バンプやザ・グルーヴァーズなどがゲストで参加。1991年発表の『歓喜の歌』にもコーラスで荻野目洋子などの名前がクレジットされている。旧作『セカンド』から『悪たれ小僧』までがCDで再発された。

### 2000年代以降
2001年
- 再々結成。『頭脳警察1』が発売30年を経てCDリリース。メンバーはPANTA、TOSHIに藤井一彦（ギター / ザ・グルーヴァーズ）、ジゲン（ベース / ソウル・フラワー・ユニオン、桃梨）が加わり4人編成で活動する。

2002年
- 4月28日 - 上野水上音楽堂にて開催された「命どぅ宝・平和世コンサート Vol.13」に参加。（遠藤ミチロウと佐渡山豊も出演）

- 10月25日 - 東京厚生年金会館にて開催された「ROCK LEGENDS vol.2」で四人囃子と共演。

2003年

- 6月8日 - 日比谷野外音楽堂にて開催された「dmx in YAON」に参加。（出演：ダウンタウン・ブギウギ・バンド、ARB、CRAZY KEN BANDなど）
- 8月15日 - 新宿Loftにて開催された「どうせウソだとわかっているさ！～WAR IS "NOT" OVER」に参加。（with 遠藤ミチロウ）

2005年
- 8月13日 - 日比谷野外音楽堂にて開催された「日本を元気にした歌～戦後６０年記念集会・いぎナシッ!?」に参加。（with 中川五郎、ピーター・バラカン）

- 8月15日 - 初台 THE DOORSにて開催された「どうせウソだとわかっているさ！VOL.3～WAR IS "NOT" OVER」に参加。（with 仲野茂）

2008年
- 5月18日 - 日比谷野外音楽堂にて開催された「Japan Rock Band Fes. 2008」に参加。（出演：クリエイション、紫、めんたんぴん）
- 6月1日 - シングル「時代はサーカスの象にのって」発売[6]。

2009年
- 7月26日 - 「FUJI ROCK FESTIVAL'09」出演。
- 11月 - 「『俺たちに明日はない』CD発売記念全国ツアー」開催。
- 11月6日 - 18年ぶりのオリジナル・アルバム『俺たちに明日はない』発売。
- 11月7日 - 5時間14分に及ぶドキュメンタリー映画『ドキュメンタリー 頭脳警察』が公開。
- 12月28日 - 「COUNTDOWN JAPAN 09/10」出演。

2010年
- 3月30日 - 4枚組DVD『頭脳警察 from 全曲LIVE 〜反逆の天使〜』発売。
- 8月15日 - 渋谷 O-WESTにて開催された「どうせウソだとわかっているさ！VOL.7～トラ男3人 不惑の60路を往く」に参加。（with 遠藤ミチロウ、戸川純）
- 11月24日 - 9枚組（7CD+2DVD）BOX『無冠の帝王 -40周年記念BOX-』発売。

2011年
- 10月 - 前年11月に続いて「頭脳警察 VS 外道 ツアー」開催。
- 12月29日 - 「COUNTDOWN JAPAN 11/12」出演。

2012年
- 7月25日 - アルバム『俺たちに明日はない 〜SPECIAL EDITION〜』発売。アルバム『俺たちに明日はない』にシングル「時代はサーカスの象にのって」やライブ音源等を追加したもの。

2013 - 2014年
2017 - 2018年
- 上記期間にも頭脳警察名義でのライブは行われた。2015 - 2016年については未確認。

2019年
- 1月1日 - 46th NEW YEAR WORLD ROCK FES  頭脳警察 （PANTA&TOSHI）銀座博品館劇場
- 2月1日 - 「TBSラジオアフター6ジャンクション」頭脳警察スタジオライブ（PANTA TOSHI おおくぼけい）TBSスタジオ
- 2月3日 - PANTA & TOSHI 69歳＝ROCK YEAR 生誕祭　頭腦警察（PANTA TOSHI 澤竜次 宮田岳 樋口素之助）渋谷 La.mama
- 2月17日 - 頭脳警察 アコースティックライブ PANTA暴走対談 （PANTA TOSHI 澤竜次 宮田岳 樋口素之助）渋谷 LOFT9
- 4月7日 - 結成50周年 頭脳警察1st「搖れる大地に」（PANTA TOSHI 澤竜次 宮田岳 樋口素之助 おおくぼけい）新宿 花園神社 水族館劇場野外天幕
- 4月21日 - Earth Day Tokyo 2019 頭脳警察（PANTA TOSHI おおくぼけい）代々木公園野外音楽堂
- 4月28日 - 頭脳警察 “50th” & B.Y.G “50th” presents #1（PANTA TOSHI 澤竜次 宮田岳 樋口素之助）渋谷 B.Y.G
- 5月6日 - REVOLUTION FOR LOVE 頭脳警察（PANTA&TOSHI）浜松 窓枠
- 5月11日 - 頭脳警察 “50th” & B.Y.G “50th” presents #2（PANTA TOSHI 澤竜次 宮田岳 樋口素之助）渋谷 B.Y.G
- 5月25日 - 頭腦警察x亜無亜危異 亜無亜危異 presents SHOWDOWN 2019（PANTA TOSHI 澤竜次 宮田岳 樋口素之助）京都 磔磔
- 5月26日 - 四日市CLUB ROOTS 1周年 × 頭脳警察50周年ANNIVERSARY（PANTA TOSHI 澤竜次 宮田岳 樋口素之助）四日市CLUB ROOTS
- 6月8日 - 頭脳警察 “50th” & B.Y.G “50th” presents #3（PANTA TOSHI 澤竜次 宮田岳 樋口素之助）渋谷B.Y.G
- 6月29日 - 渋谷歌の日コンサート頭脳警察（PANTA&TOSHI）/大槻ケンヂ/ROLLY Mt.RAINIER HALL SHIBUYA PLEASURE PLEASURE
- 7月6日 -「50×30  絆」頭脳警察50周年vsフラワーカンパニーズ30周年 2マンライブ（PANTA TOSHI 澤竜次 宮田岳 樋口素之助）渋谷 La.mama
- 7月16 - 8月3日「乱破」レコーディング
- 7月28日 - 頭脳警察×Rama Amoeba 69 Paradise（PANTA TOSHI 澤竜次 宮田岳 樋口素之助）吉祥寺 ROCKJOINT GB
- 9月21日 - 頭腦警察 結成50周年 2ndライブ（PANTA TOSHI 澤竜次 宮田岳 樋口素之助 石垣秀基）Mt.RAINIER HALL SHIBUYA PLEASURE PLEASURE
- 9月29日 - 中津川THE SOLAR BUDOKAN 2019 頭腦警察（PANTA TOSHI 澤竜次 樋口素之助 おおくぼけい）
- 11月25日 - 頭腦警察 結成50周年3rd Right Left the Light〜ど真ん中から叫んでやる〜（PANTA TOSHI 澤竜次 宮田岳 樋口素之助 おおくぼけい）/戸川純avecおおくぼけい/玲里/岳竜 /石垣秀基/ASUKA/水族館劇場/難波弘之 渋谷duo MUSIC EXCHANGE
- 11月30日 - 頭脳警察 LIVE IN長野（PANTA TOSHI 澤竜次 宮田岳 樋口素之助 おおくぼけい）長野 NEON HALL
- 12月22日 - UNTI X’mas 2019 頭脳警察×金属恵比須 METAL POLICE　（PANTA TOSHI 澤竜次 宮田岳 樋口素之助 おおくぼけい）渋谷 La.mama
- 12月31日 - 頭脳警察 47th NEW YEAR WORLD ROCK FES （PANTA 澤竜次 宮田岳 樋口素之助 おおくぼけい 石川ミナ子）銀座博品館劇場

2020年
- 1月27日 -「LIGHTNING STRUCK Phase1〜渋谷大決戦〜」頭腦警察（PANTA TOSHI 澤竜次 樋口素之助 おおくぼけい ジュリエッタ霧島）渋谷O-WEST
- 2月2日 - PANTA & TOSHI 70歳＝古希生誕祭　頭腦警察（PANTA TOSHI 澤竜次 宮田岳 樋口素之助 おおくぼけい）／La★basugaides ／金属恵比須／アップアップガールズ（仮）／難波弘之  玲里／keme／武藤昭平／高嶋政宏／アキマツネオ／菊池琢己 JIGEN 森下寿一 小柳"cherry"昌法／鈴木慶一／石坂秀基／ASUKA 渋谷 La.mama
- 3月27日 - 頭腦警察「絶景かな」レコーディング 渋谷 La.mama
- 7月18日 - 頭腦警察結成50周年記念ドキュメンタリー「zk/頭腦警察50 未来への鼓動」新宿k'シネマより全国ロードショー開始
- 9月5日 - 「無気質な狂気 第11夜」赤いくらげ／汝、我が民に非ズ／戸川純／頭脳警察（PANTA TOSHI 澤竜次 宮田岳 樋口素之助 おおくぼけい 中村ルビイ）渋谷クアトロ
- 11月1日 - 頭脳警察（PANTA TOSHI 澤竜次 宮田岳 樋口素之助）二子玉川ジェミニシアター
- 11月30日 - 夕刊フジロック「頭腦警察7コンプリートwith BRAINPOLICE UNION」（PANTA TOSHI 澤竜次 宮田岳 樋口素之助 おおくぼけい）素岳/FAIRY BRENDA/おおくぼけいと建築 渋谷 CLUB QUATTRO

2021年
- 11月1 日 - 夕刊フジロック「頭脳警察vsシーナ&ザ・ロケッツ対バンライブ」[7]が渋谷duo MUSIC EXCHANGEで予定されていたが、PANTAの体調不良による療養期間が必要となったため無期限延期[8]が決定。その後、PANTAの体調は回復したが、2022年6月に、同年内は長時間の演奏をこなすまでの体力が十分ではないという理由でその振替公演を一度断念し、2023年春[9]に行うと発表した（のちに2023年2月6日開催の日取りも決まった[10]）。

2023年
- 2月6日 - 夕刊フジロック「頭脳警察 x シーナ&ロケッツ対バンライブ」渋谷duo MUSIC EXCHANGE代替公演開催予定だったが、シーナ&ロケッツの鮎川誠が病気療養中であることから、シーナ&ロケッツの出演を断念し、公演中止とはせずに頭脳警察ワンマンコンサートとして行うことが発表される。PANTAは「公演延期のために鮎川には無理させたくない。治療に専念してもらいたい」とする願いを込めたもので、今回のセットリストは公演中止になると演奏できない可能性があるため、あえて頭脳警察が楽曲を増やし「魂の演奏」を行い、鮎川の回復を待って対バンライブを実現させると発表した（のちに鮎川は1月29日没）[11]。しかし、2月1日にPANTAが再び病状悪化となり緊急入院し、診断の結果、重度の肺炎と分かった。PANTAはこのライブの決行を望んでいたが、「15、6年前ぐらいから前立腺癌の疑いがもたれ、その当時は摘出手術を受けて再発されなかったが、その後も肺炎を起こし、たばこの値上げなどもあってヘビースモーカーだったPANTAはそこで禁煙を行った。PANTAは「『2022年12月に肺炎が収まっていなかったら肺の一部を切除する』と医師から指示されたが、その段階ではリアルな脅しも効いたのでしょうか、きれいに炎症は収まりましたが、少し前に肺がんのようなものが見つかり、その流れで2度ほど高熱を伴う肺炎を起こし、こともあろうに、鮎川を失った後に自らの誕生日（2月5日）に鮎川の旅立ち（ロック葬）を見送らなければならないところで、重度の肺炎を患ってしまいました。発熱の中ですでに予約していた5回目のワクチン接種を、這うようにして行きつけのクリニックに行ったところ『ワクチン（の接種）どころではない』と、救急車を呼ばれ、緊急病棟に強制入院。コロナは陰性だが、絶対安静を強制されて今日に至っています」とドクターストップにより再び公演開催自体を中止にすると発表した[12]。渋谷duo MUSIC EXCHANGEは、「ライブは一昨年11月に行う予定が長期間延期されていたこともあり、再度の延期ではなく中止と決定しました」としており、今回の代替公演でも有効とした本来の2021年11月1日の公演チケットを含め、すべての入場券・配信観覧チケットを一度払い戻すと発表したが、PANTAは「実現しなかったシナロケとのデュオですが、ちょっと弔いライブを延期させてもらいます」と、完全中止ではなく延期を示唆するコメントを残した[13]。
- 7月7日、PANTA死去。享年73。4月に退院後、療養にあたり、6月に講演活動を再開したばかりだったが、同月14日のそれが最期となった[14]。

## ディスコグラフィ

### シングル
1. いとこの結婚式（1972年6月）※シングル・ヴァージョン
2. 孤独という言葉の中に/今日は別に変わらない（1972年12月）※両面ともアルバム未収録
3. 夜明けまで離さない（1974年12月）
4. 時代はサーカスの象にのって（2008年6月）

### アルバム
1. 頭脳警察1（1972年3月 → 1975年12月31日）
〜イントロダクション〜世界革命戦争宣言 / 赤軍兵士の詩／銃をとれ（Part 1） / さようなら世界夫人よ / 暗闇の人生 / 彼女は革命家 / 戦争しか知らない子供たち / お前が望むなら / 言い訳なんか要らねえよ / 銃をとれ（Part 2）
2. 頭脳警察セカンド（1972年5月）
銃をとれ! / さようなら世界夫人よ / コミック雑誌なんか要らない / それでも私は／軍靴の響き / いとこの結婚式 / 暗闇の人生 / ふりかえってみたら / お前と別れたい
3. 頭脳警察3（1972年10月）
ふざけるんじゃねえよ / 嵐が待っている / 時々吠えることがある / 滅び得た者の伝説 / 少年は南へ / 前衛劇団{モーター・プール} / 歴史から飛びだせ / 無知な奴らが舞い踊る / 桃源境 / 指名手配された犯人は殺人許可証を持っていた / パラシュート革命 / 光輝く少女よ
4. 誕生（1973年3月）
無冠の帝王 / 悲しみにつつまれて / 詩人の末路 / あなた方の心の中に黒く色どられていない処があったらすぐ電話をして下さい / もうあきた / 鹿鳴館セレナーデ / やけっぱちのルンバ／メカニカル・ドールの悲劇 / 心の落ちつき失せて / 破滅への招待
5. 仮面劇のヒーローを告訴しろ（1973年7月）
ウイスキー・ハイウェイ / まるでランボー / ハイエナ / 恋のいらだち / ホ短調の間奏曲 / 仮面劇のヒーローを告訴しろ / イエス・マン / 奴は帰らない / 麗しのジェット・ダンサー / 愛なき日々 / プリドナンナ / 間違いだらけの歌
6. 悪たれ小僧（1974年11月）
戦慄のプレリュード / 夜明けまで離さない / ひとつぶの種になって / 悪たれ小僧 / 真夜中のマリア / 落葉のささやき / サラブレッド / スホーイの後に / あばよ東京
7. 頭脳警察7（1990年11月21日）
腐った卵 / Blood Blood Blood / 煽動 / わかってたまるか / Quiet Riot / 6000光年の誘惑 / 謙虚な昼寝 / イライラ / People / 月蝕と日蝕の谷間で / 万物流転
8. 歓喜の歌（1991年5月21日）
最終指令“自爆せよ” / 飛翔〈ひらめく旗の下で〉 / セフィロトの樹 / 獲物の分け前 / ライヴ・エヴィル / 白い森 / 焔の色 / オリオン頌歌 / 歓喜の歌
9. 頭脳警察 music for 不連続線（2004年10月1日）
にっぽん水滸伝メインテーマ / 海ゆかば / つれなのふりや / 国境の歌 / 鴉の歌 / 水滸派の歌 / ５人の兵士の歌 / 地獄への歌 / 立て飢えたる者よ / 最終指令自爆せよ / 生みの親とは / いえろうあんちごね / 赤い馬のテーマ / 見知らぬ友への反鎮魂歌 / 闇の旅路に / これはむかしむかし / いくさはいくさ / うたかたの命 / 真夜中のマリア（転換の為のテーマ）
10. 俺たちに明日はない（2009年11月6日）
俺たちに明日はない / 死んだら殺すぞ / UNDERCOVER / ROCKATION / SPARTAKUS INTERNATIONALE R&R BUND / BRAINWASH / ヒトを喰った話 / 赤の女王 / 黒の図表 / 残照
11. 暗転（2013年12月11日）[15]
暗転 / 地獄めがけて～「蹴球学」の前奏～ / あしたのジョー / 戦争は知らない / 時代はサーカスの象にのって / いじわる猫 / 詩の朗読という詩 / 蛍転～そして第二景～ / あしたのジョー ～version 2～
12. 乱破（2019年9月18日）[16]
乱破者 / ダダリオを探せ / 戦士のバラード / 搖れる大地 Ⅰ / 搖れる大地 Ⅱ / 紫のプリズムにのって / だからオレは笑ってる / アウトロ～OUTRO / R★E★D / 麗しのジェット・ダンサー ～メカニカル・ドールの悲劇 ～ プリマドンナ ～ やけっぱちのルンバ / 夜明まで離さない / コミック雑誌なんか要らない / さようなら世界夫人よ

### ライブ・アルバム
1. （1975三ノ輪モンド）頭脳警察LIVE!（1990年6月25日）
2. LIVE IN CAMP DRAKE（1991年2月21日）
3. 1973.10.20 日比谷野音 "聖ロック祭"（2001年7月7日）
4. 日比谷野外音楽堂ライブ 1972.8.15＋1973.10.20＋1974.8.4（2002年 非売品）
5. LIVE Document 1972-1975（2003年4月26日）

### ベスト・アルバム
1. 頭脳警察 BEST（1987年6月21日）
2. 1972-1991（1993年11月21日）
3. 無冠の帝王-結成40周年記念BOX-（2010年11月24日）
4. 頭脳警察 SUPER BEST（2011年12月21日）

### DVD B0X
1. 頭脳警察from全曲LIVE〜反逆の天使〜（2010年3月30日）

### 参加アルバム（オムニバス作品）
1. 幻野 幻の野は現出したか〜'71日本幻野祭 三里塚で祭れ（1971年12月1日）
2. 幻野 EVIDENCE：編集による抜粋版（1986年9月）

※いずれにも「世界革命戦争宣言」「銃をとれ」「セクトブギウギ」「銃をとれ（アンコール）」が収録されている。

### 映画音楽
- 鉄砲玉の美学（1973年、主演：渡瀬恒彦、監督：中島貞夫）
  - 主題歌：頭脳警察『ふざけるんじゃねえよ』
- 野獣都市 天使の囁き（1991年、ビデオ映画。監督：村川透）

## ドキュメンタリー映画
- zk/頭脳警察50 未来への鼓動（2020年7月公開）
- 日本幻野祭・三里塚（1971年公開）